# Steve Aernouts
Steve Aernouts (1977) is een Vlaams acteur en acteert naast televisie ook bij tal van theatergezelschappen zoals het collectief Het Zesde Bedrijf.

## Biografie
Aernouts heeft verschillende  rollen in theater, films en televisieseries. Zo had hij ook gastrollen in Flikken als Alex, Kinderen van Dewindt als Lucas, De Smaak van De Keyser als de gids in Eben-Emael, Aspe als Koen De Bock en als Maarten Deschagt, Jes als Jan, Zone Stad als Quinten Peirsmans, Witse als Fré Debruyn en GIPS (televisieserie) als Joost.

## Filmografie
- 2000 - 2002: Slijk (theater)
- 2001 - 2003: Sidekicks (theater)
- 2003: Any Way the Wind Blows: blinde Benny (film)
- 2004: Sprookjes (televisieserie)
- 2005: De Indringer: Freddy (film)
- 2005: Het Geslacht De Pauw (televisieserie)
- 2005 - 2007: Koken met Elvis (theater)
- 2007: SEXtet: student (film)
- 2008 - 2009: Liebling (theater)
- 2008 - 2009: De drie mannen van Ypsilanti (theater)
- 2008 - 2009: Haralds feestje (theater)
- 2009: Los zand: Maarten (televisieserie)
- 2009: David: Sander Verbiest (telenovelle)
- 2010: Sartre zegt sorry met Laura van Dolron (theater)
- 2011: Wat nodig is met Laura van Dolron (theater)
- 2014: Amateurs: Jeroen Delvo (televisieserie)
- 2017: Quality Time (film)